# Salasc
Salasc – miejscowość i gmina we Francji, w regionie Oksytania, w departamencie Hérault.
Według danych na rok 1990 gminę zamieszkiwało 141 osób, a gęstość zaludnienia wynosiła 16 osób/km² (wśród 1545 gmin Langwedocji-Roussillon Salasc plasuje się na 762. miejscu pod względem liczby ludności, natomiast pod względem powierzchni na miejscu 812.).